# Tschara (Ort)
Tschara (russisch Ча́ра) ist ein Dorf (selo) in der Region Transbaikalien in Russland mit 1903 Einwohnern (Stand 14. Oktober 2010).

## Geographie
Der Ort liegt etwa 620 km Luftlinie nordöstlich der Regionshauptstadt Tschita am linken Ufer des namensgebenden linken Oljokma-Nebenflusses Tschara. Die Tschara durchfließt dort die Obere Tscharasenke, die im Nordwesten vom Kodargebirge und im Südosten vom Kalargebirge und Udokangebirge umschlossen wird, bis zu 3000 m hohen Bergketten im östlichen Teil des Stanowoihochlandes. Einige Kilometer südwestlich des Dorfes erstrecken sind die Tschara-Sande (Tscharskije peski), ein über 25 km² großes Dünengebiet.
Tschara ist Verwaltungszentrum des Rajons Kalarski sowie Sitz der Landgemeinde Tscharskoje selskoje posselenije, zu der außerdem das sieben Kilometer nordnordöstlich gelegene Dorf Kjust-Kemda gehört.

## Geschichte
Der Ort entstand in seiner heutigen Form an Stelle einer älteren unbedeutenden Ansiedlung Anfang der 1930er-Jahre. 1932 übernahm er die Funktion des Verwaltungssitzes des 1931 gebildeten Kalarski rajon vom Dorf Kjust-Kemda; nach der zwischenzeitlichen Auflösung des Rajons erneut ab 1938. Tschara wurde für einige Jahrzehnte bedeutendstes Zentrum des sehr dünn besiedelten Nordteils Transbaikaliens (bis 2008 Oblast Tschita), insbesondere für geologische und bergbauliche Aktivitäten. Durch den Bau der Baikal-Amur-Magistrale (BAM) – der Eisenbahnstrecke von Taischet nach Sowetskaja Gawan – in den 1970er- bis 1980er-Jahren verlor es diese Rolle an die 12 km südlich an der Bahnstrecke errichtete Siedlung städtischen Typs Nowaja Tschara („Neu-Tschara“), blieb aber Verwaltungszentrum.
Bevölkerungsentwicklung
| Jahr | Einwohner |
| ---- | --------- |
| 1939 | 595       |
| 1959 | 955       |
| 1970 | 1078      |
| 1979 | 2649      |
| 1989 | 3441      |
| 2002 | 2063      |
| 2010 | 1903      |

Anmerkung: Volkszählungsdaten

## Verkehr
Straßenverbindung besteht in die per Straße 16 km entfernte Siedlung Nowaja Tschara sowie nach Kjust-Kemda. Die Straße nach Nowaja Tschara überquert unweit des Dorfes den dort etwa 150 Meter breiten Fluss Tschara. In Nowaja Tschara befindet sich die gleichnamige Station bei Kilometer 1719 der Baikal-Amur-Magistrale. Von Nowaja Tschara folgt die Straße der Bahnstrecke in beiden Richtungen, insgesamt besser ausgebaut nach Westen.
Am nördlichen Ortsrand befindet sich der 1947 in Betrieb genommene Flughafen Tschara (ICAO-Code UIAR), der unter anderem von Angara Airlines bedient wird. 